# ONE PIECE 大海賊闘技場
『ONE PIECE 大海賊闘技場』（ワンピース だいかいぞくコロシアム）は、アークシステムワークスが開発し、バンダイナムコエンターテインメントより2016年9月21日に発売されたニンテンドー3DS用2D対戦アクションゲーム。

## 概要
開発が同じ『ドラゴンボールZ 超究極武闘伝』と似た作りの2D対戦アクションゲーム。プレイアブルキャラクターは23人、サポートキャラクターは87人が登場。キャラのほとんどは漫画に登場しているが、一部『ONE PIECE FILM GOLD』からも参戦。プレイアブルキャラは対戦中にいつでも交代が可能。
海賊団をつくろう（団つく）モードではショーストーリーを進めて仲間を増やし、最強を目指す。
アップデートすることによって『ドラゴンボールZ 超究極武闘伝』とローカル、オンライン対戦が可能になる。

## 登場キャラクター

### プレイアブルキャラクター
モンキー・D・ルフィ、ロロノア・ゾロ、ナミ、ウソップ、サンジ、トニートニー・チョッパー、ニコ・ロビン、フランキー、ブルック、ポートガス・D・エース、サボ、トラファルガー・ロー、ボア・ハンコック、ギルド・テゾーロ、ロブ・ルッチ、バルトロメオ、キャベンディッシュ、マーシャル・D・ティーチ（黒ひげ）、ユースタス・キッド、イッショウ（藤虎）、サカズキ（赤犬）、ドンキホーテ・ドフラミンゴ、ジンベエ

### サポートキャラクター
攻撃タイプ
エンポリオ・イワンコフ、ネフェルタリ・ビビ、バジル・ホーキンス、マダム・シャーリー、マンシェリー、レイズ・マックス、ワンダ、アルビダ・イデオ、イヌアラシ、ヴァン・オーガー、ヴェルゴ、エネル、オオロンブス、おもちゃの兵隊、オーム、カルー、キラー、錦えもん、クザン、サー・クロコダイル、コアラ、ケイミー、ゲダツ、ゲッコー・モリア、コビー、サイ、サトリ、シーザー・クラウン、ジーザズ・バージェス、シャンバ、シュラ、ジュラキュール・ミホーク、シリュウ、スパンダム、スモーカー、センゴク、ダイス、たしぎ、タナカさん、ディアマンテ、Xドレーク、ドクQ、ネコマムシ、ハイルディン、バギー、バーソロミュー・くま、バンダーデッケン九世、ブルーギリー、ベビー5、ベポ、ヘラクレス、ベラミー、ボア・サンダーソニア、ボア・マリーゴールド、ホーディー・ジョーンズ、ボルサリーノ（黄猿）、マーガレット、マゼラン、Mr.1（ダス・ボーネス）、Mr.2（ボン・クレー）、ミス・バカラ、モモの助、モンキー・D・ガープ、ラフィット、レオ
特殊タイプ
エリザベス、カリーナ、カン十郎、グロリオーサ、ジュエリー・ボニー、シュガー、しらほし、シルバーズ・レイリー、セニョール・ピンク、デュバル、トレーボル、ニセロビン、ニセナミ、はっちゃん、ハレダス、ピーカ、ペローナ、Mr..3（ギャルディーノ）、レベッカ、ワダツミ
SPECIAL
シャンクス、スクラッチメン・アプー、ウルージ、カポネ・ベッジ、カイドウ、シシリアン、シープスヘッド、ペコムズ、ジャック、エドワード・ニューゲート、ジョズ、マルコ、ゴーイングメリー号、サウザンドサニー号

## 評価
ファミ通クロスレビューでは8、8、8、7の31点でシルバー殿堂入り。レビュアーは映画からのキャラも含めた多彩な登場キャラクター、ジェットスライド、アシストキャラのバトルとの組み合わせを賞賛、団つくモードについては選択肢によって展開が変わるため周回プレイしても苦にならないとした者と展開の理由付けが弱いとした者で分かれた他、音声がもう少しクリアであってほしかったと指摘した。また、「BestPickofThisWeek! 今週はコレを買え!」では同じ号でレビューした10作品のうち、レビュアー6人中1人が本作を選んだ。